# Rasmus Quist Hansen
Pour les articles homonymes, voir Quist.
Rasmus Quist Hansen, né le 24 novembre 1981 à Middelfart, est un rameur danois.

## Palmarès

### Jeux olympiques
- 2004 à Athènes,  Grèce
  - 4e en deux de couple poids légers
- 2008 à Pékin,  Chine
  -  Médaillé de bronze en deux de couple poids légers
- 2012 à Londres,  Royaume-Uni
  -  Médaillé d'or en deux de couple poids légers

### Championnats du monde
- 2002 à Séville,  Espagne
  -  médaille de bronze en deux de couple poids légers
- 2005 à Gifu,  Japon
  -  médaille d'argent en deux de couple poids légers
- 2006 à Eton,  Royaume-Uni
  -  médaille d'or en deux de couple poids légers
- 2007 à Munich,  Allemagne
  -  médaille d'or en deux de couple poids légers
- 2009 à Poznań,  Pologne
  -  médaille de bronze en quatre de couple poids légers